# Silvarouvres
Silvarouvres est une commune française située dans le département de la Haute-Marne, en région Grand Est.

## Géographie
|                  | Laferté-sur-Aube |                |
| Villars-en-Azois | Silvarouvres     | Pont-la-Ville  |
| Lanty-sur-Aube   | Dinteville       | Châteauvillain |

### Hydrographie
La commune est dans la région hydrographique « la Seine de sa source au confluent de l'Oise (exclu) » au sein du bassin Seine-Normandie. Elle est drainée par l'Aube, divers bras de l'Aube, le Fossé 04 de la Garenne, le ruisseau de Fins et divers autres petits cours d'eau,.
L'Aube, d'une longueur de 249 km, prend sa source dans la commune d'Auberive et se jette  dans la Seine à Marcilly-sur-Seine, après avoir traversé 82 communes. 

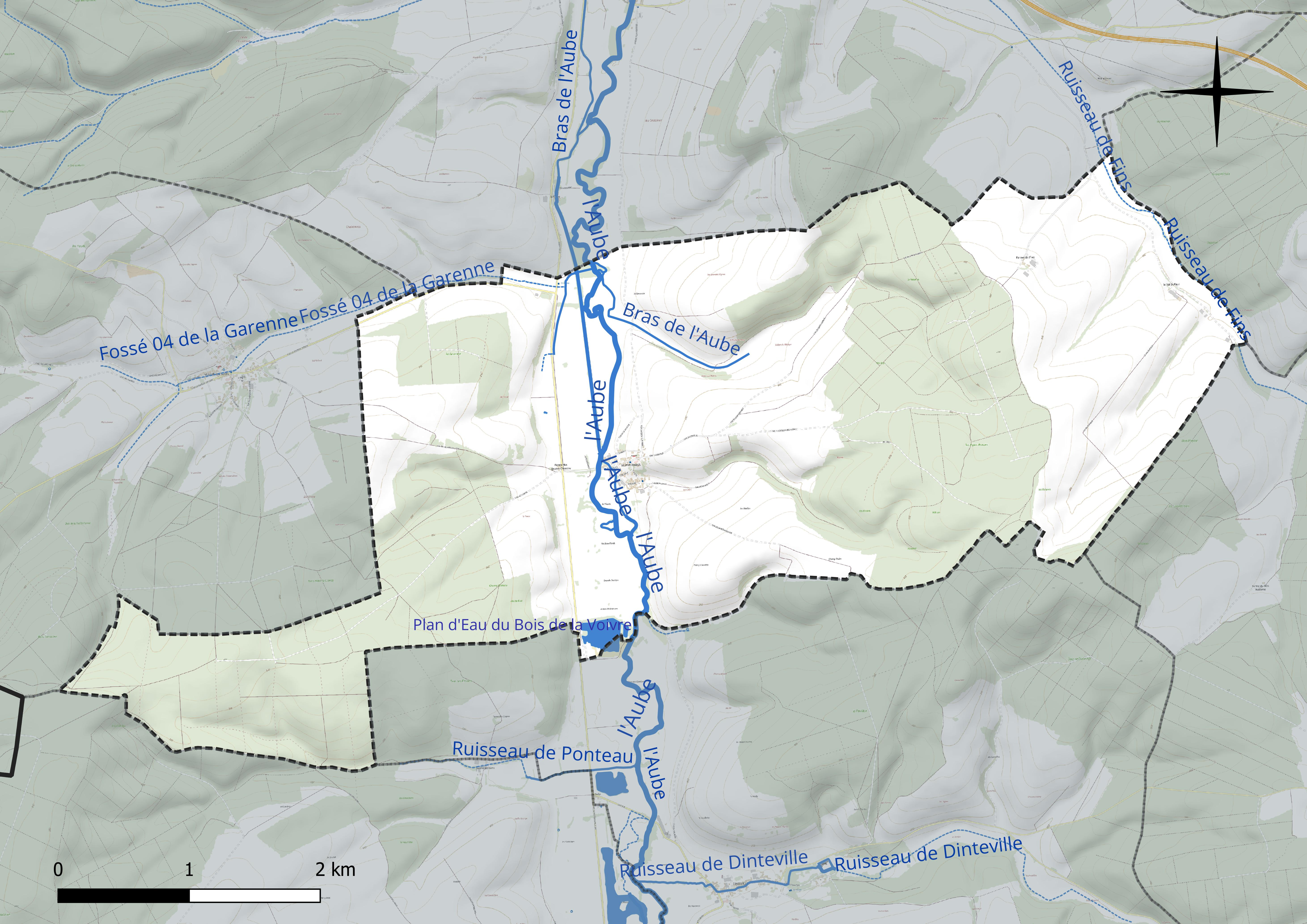
Réseau hydrographique de Silvarouvres.

Un plan d'eau complète le réseau hydrographique : le plan d'eau du Bois de la Voivre, d'une superficie totale de 6,3 ha (5,3 ha sur la commune),.

### Climat
Pour des articles plus généraux, voir Climat du Grand Est et Climat de la Haute-Marne.
En 2010, le climat de la commune est de type climat des marges montargnardes, selon une étude du Centre national de la recherche scientifique s'appuyant sur une série de données couvrant la période 1971-2000. En 2020, Météo-France publie une typologie des climats de la France métropolitaine dans laquelle la commune est exposée à un climat océanique altéré et est dans la région climatique  Lorraine, plateau de Langres, Morvan, caractérisée par un hiver rude (1,5 °C), des vents modérés et des brouillards fréquents en automne et hiver. 
Pour la période 1971-2000, la température annuelle moyenne est de 10,5 °C, avec une amplitude thermique annuelle de 16,1 °C. Le cumul annuel moyen de précipitations est de 910 mm, avec 12,4 jours de précipitations en janvier et 8,9 jours en juillet. Pour la période 1991-2020, la température moyenne annuelle observée sur la station météorologique de Météo-France la plus proche, « Cunfin_sapc », sur la commune de Cunfin à 9 km à vol d'oiseau, est de 11,0 °C et le cumul annuel moyen de précipitations est de 900,4 mm. 
La température maximale relevée sur cette station est de 41 °C, atteinte le 31 juillet 1983 ; la température minimale est de −21 °C, atteinte le 17 janvier 1985,,. 
Les paramètres climatiques de la commune ont été estimés pour le milieu du siècle (2041-2070) selon différents scénarios d'émission de gaz à effet de serre à partir des nouvelles projections climatiques de référence DRIAS-2020. Ils sont consultables sur un site dédié publié par Météo-France en novembre 2022.

## Urbanisme

### Typologie
Au 1er janvier 2024, Silvarouvres est catégorisée commune rurale à habitat très dispersé, selon la nouvelle grille communale de densité à sept niveaux définie par l'Insee en 2022.
Elle est située hors unité urbaine et hors attraction des villes,.

### Occupation des sols
L'occupation des sols de la commune, telle qu'elle ressort de la base de données européenne d’occupation biophysique des sols Corine Land Cover (CLC), est marquée par l'importance des territoires agricoles (57 % en 2018), une proportion identique à celle de 1990 (57 %). La répartition détaillée en 2018 est la suivante : 
terres arables (48,1 %), forêts (43 %), prairies (8,9 %). L'évolution de l’occupation des sols de la commune et de ses infrastructures peut être observée sur les différentes représentations cartographiques du territoire : la carte de Cassini (XVIIIe siècle), la carte d'état-major (1820-1866) et les cartes ou photos aériennes de l'IGN pour la période actuelle (1950 à aujourd'hui).

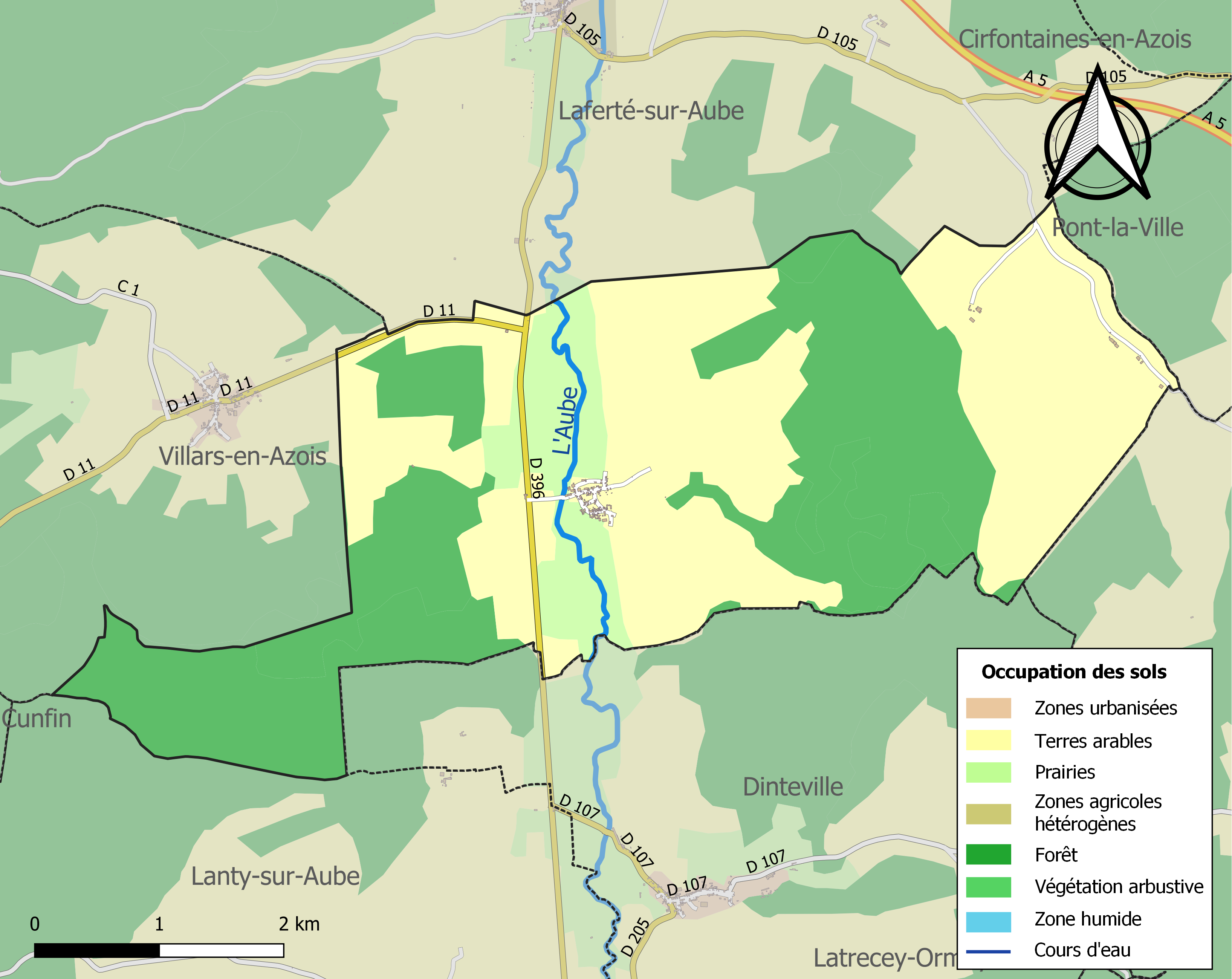
Carte des infrastructures et de l'occupation des sols de la commune en 2018 (CLC).

## Toponymie
(décembre 2022).
- Si vous ne connaissez pas le sujet, laissez ce bandeau (vous pouvez alors contacter les auteurs).
- Si vous supprimez le contenu mis en cause (vous pouvez préalablement contacter les auteurs),

argumentez précisément cette suppression dans la page de discussion
(un manque de référence n'est pas un argument ; une recherche réelle de référence doit avoir été effectuée, être formellement documentée).
Deux auteurs estiment que le passage de sopino à silve provient d'une attraction du second terme
"silva", au Moyen Age : un endroit plus ou moins densément boisé
le nom rappelle son origine forestière ou simplement un arbre en particulier, le chêne jadis objet d’un culte ou d’une vénération quelconque
| Supinum Robur Sopinum Robur, Le Rouvre couché                                 | Bulletin de la Commission historique et archéologique Commission historique et archéologique de la Mayenne · 1914 |
| 877 Cerecius, sive Sopino Robore Le domaine de Cerecius sous le Rouvre couché | Diplôme de Charles le Chauve Archives de l'Empire: Inventaires et documents 1866                                  |
| 1076 Silva rubra– Roberatra                                                   | Chronicon Lingon, ad an 1076, AP acta SS Ibid                                                                     |
| 1149 Silvanrroura                                                             | Charte d’Henri 1r seigneur de Bar-sur-Aube et La Ferté                                                            |
| 1179 Silvenrovra                                                              | Recueil des chartes de l'abbaye de Clairvaux au XIIe siècle 2004                                                  |
| vers 1200 Silvainrovre                                                        | Collection de documents inédits sur l'histoire de France 1903                                                     |
| 1200 Sivonrovra                                                               | Collection de documents inédits sur l'histoire de France 1903                                                     |
| 1200 Sivain Rovre 1201 Sivenrovara                                            | Documents relatifs au comté de Champagne et de Brie: 1172-1361                                                    |
| 1222 Suvinruere                                                               | Toponymie générale de la France Ernest Nègre · 1990                                                               |
| 1228 Syvanrovre                                                               | Origine des noms de communes, de hameaux et autres lieux.Louis Richard, Alain Catherinet · 2004                   |
| 1232 et 1243 Suvinruere, Sirenrole                                            | Collection de documents inédits sur l'histoire de France 1903                                                     |
| 1241 Syvanrovre                                                               | Collection de documents inédits sur l'histoire de France 1903                                                     |

| 1243 Suvinruere                            | Toponymie générale de la France Ernest Nègre · 1990                                                                           |
| 1245 Suvenrosa                             | Toponymie générale de la France Ernest Nègre · 1990                                                                           |
| 1251 Syvanrouvre                           | Origine des noms de communes, de hameaux et autres lieux.Louis Richard, Alain Catherinet · 2004                               |
| 1255 Sivanrovra                            | Recueil des historiens de la France: Pouillés Académie des inscriptions & belles-lettres (France) · 1904                      |
| 1255 Sivonrovra                            | Pouillés de la province de Lyon Auguste Longnon · 1904                                                                        |
| 1261 Sivanovre                             | Collection de documents inédits sur l'histoire de France 1903                                                                 |
| 1274 –1275 Sinvanrolle                     | Collection de documents inédits sur l'histoire de France 1903                                                                 |
| 1275 Silve en Rouvre,                      | Histoire des ducs et des comtes de Champagne depuis le VIe siècle jusqu'à la fin du XIe Henri d' Arbois de Jubainville · 1860 |
| 1278 Silve en Rovre                        | Documents relatifs au comté de Champagne et de Brie, 1172-1361. Les fiefs / publiés par Auguste Longnon,... 1901-1914         |
| 1296 Syvenrouvre                           | Collection de documents inédits sur l'histoire de France 1903                                                                 |
| XIVe s Syvanrouvra                         | Pouillés de la Province de Lyon - Volume 1 - 1904                                                                             |
| 1416 Sivanrouvra                           | Collection de documents inédits sur l'histoire de France 1903                                                                 |
| 1540 Civenrouvre                           | Collection de documents inédits sur l'histoire de France 1903                                                                 |
| 1603 Silvarouvre                           | Collection de documents inédits sur l'histoire de France 1914                                                                 |
| 1656 -1679 Silvaurouvre                    | Nouvel atlas, tres-exact et fort commode pour toutes sortes de personnes 1720                                                 |
| 1700 Civarolles                            | Les Loix municipales et coutumes générales du bailliage de Chaumont-en-Bassigny Jean Gousset · 1722                           |
| 1722 Civanrouvre                           | Les Loix municipales et coutumes générales du bailliage de Chaumont-en-Bassigny Jean Gousset · 1722                           |
| 19e s Sylvarouvres                         | Bulletin des lois de la Republique Francaise 1844, entre autres                                                               |
| À partir de 1875 environ 1886 Silvarouvres | “Le” Diocèse de Langres histoire et statistique · Volume 3                                                                    |

Selon Émile Jolibois, historien et archiviste français, aucune charte ne fait mention avant le XIIe siècle du village qui n’a pris naissance que vers le milieu du XIe siècle avec la fondation du prieuré par la comte du Barsuraubois, Simon de Valois. Ce qui prouve que le territoire n’avait pas d’église avant cette fondation, les corps des martyrs ayant été transporté à Sexfontaines.
En 1875, l’Abbé Charles Roussel, en son temps curé d’Ozières et ancien missionnaire écrit « Silvarouvres, dit aussi jadis Silvarolla, Silvarouvra, Silva Rubra, Supinum Robur,  Sopinuim Robur Attraction du mot silvestre en ancien français ; le -s a été ajouté tardivement et n'a pas de sens. Du latin supinum- tourné vers le haut, penché, renversé-et robur chêne rouvre- ; mots à mots, la Forêt de Chênes Rouges, ressortait de la généralité de Champagne, à l’élection de Bar-sur-Aube, au bailliage de la prévôté de Chaumont. La seigneurie, ancienne dépendance de la châtellenie de Laferté, fut réunie dans la suite au duché-pairie de Chateauvillain. On ignore à quelle époque ce village prit naissance. Il paraît certain que ce village n’existait pas au VIIe, à l’époque où, vers l’an 630, les saints Félix, Augebert, furent massacrés par dans la forêt du même lieu. Cette forêt, rougie par leur sang paraît avoir donné son nom  au village. Ou selon une autre étymologie qui n’est pas moins naturelle, le mot de Silvarouvres vient de Silva Robur, mot à mot, Boisrouvre la forêt de chênes ». Le rouvre, robur en latin, est en effet une espèce de chêne noueux et fort.
Un auteur récent, Henry d’Arbois de Jubainville pense  que le village existait déjà au IXe siècle et qu’un diplôme de Charles le Chauve en l’an 877 le désigne en ces termes : « in pago Barinse, super fluvium Alba, id est villà quae vocatur Cerecius sive Sopino Robore - dans le pays Barrois, sous  la forêt de rouvre se trouve à proximité de l’Aube un village –dans le sens de domaine -  du nom de Cerecius ». Ainsi au IXe siècle, Silvarouvres était connu sous le vocable originel de Cerecius ; le  vocable primitif reproduisait sans doute le gentilice romain  de  Ceretius ou Ceraecius. On remarquera par ailleurs dans le vocable de Cerecius la racine latine cerreus ou cerrus « chêne ». Pour L Richard, le passage de cerecius à robore n’est du qu’à une traduction ou plutôt une précision relative au site, le rouvre  étant une variété de chêne. Dans un département largement enforesté comme l’a toujours été la Haute-Marne, c’est une hypothèse qui n’a rien, en définitive pour nous surprendre. Transmis sur plusieurs générations, pour l’abbé Henry « le territoire était aussi doté d’un nom vulgaire Sopino Robore, à l’ablatif déclinable en latin ancien à savoir Supinum Robur. Robur, probablement parce que c’était une forteresse, Supinum certainement parce qu’elle était assise sur le penchant d’un coteau comme l’est encore aujourd’hui le village. Les aléas de la langues feront plus tard de cette locution Cyvan-Rouvre, dont la première lettre de Rouvre est quelques en majuscule, jamais celle de cyvan sans doute parce ce dernier mot est un adjectif. Quant aux modifications successive, il n’y a pas lieu d’en chercher une explication, pas plus que le « s » qui a été rajouter tardivement ».
Pour se prémunir des invasions normandes dans les dernières décennies du Xe siècle ou les premières du XIe siècle des mottes castrales s'élevèrent un peu partout, un souvenir que l’on retrouve au sein du village à travers le toponyme de la Motte : rapide à construire selon un modèle transposable partout et s’insérant dans un système de défense du pays barrois. En l’an 889, les Normands pénétrèrent en Champagne, ravageant Bar-sur-Aube, ruinant ses fortifications et mettant tout sur leur passage à feu et à sang,,.

## Histoire
Découvertes archéologiques :
Néolithique : à Silvarouvres, les Néolithiques laisseront le  souvenir de leur présence « "des silex taillés dont de  nombreux silex cachalonnés - usés-  sont assez abondants sur ce territoire. On y a retrouvé de nombreuses pièces d’industrie néolithique : des racloirs, des grattoirs, des perçoirs, des poinçons, des haches, des pointes de flèches, des lames de tranchets et de ciseaux ainsi qu’un certain nombre de débris de poteries à craquelure bleuâtres ou noires de factures gallo-romaines. A Valdan ancienne institutrice de Silvarouvres, campagnes de fouilles années 20 ». Une industrie lithique rattachée jusque dans les années 50 au Robenhausien (entre 3300 et 1800 av. J.-C.), où seuls tranchets et ciseaux peuvent être rattachés au Chasséen méridionale implanté dans le sud du département. Bulletin de la Société d'archéologie de Haute Marne,
Prieuré Saint Félix, Prioratus Sancti Felicis - Prieuré Saint Félix  Dédié à Sts Félix et Augebert,  Sylva rubra Roboretra - La forêt rouge Mont - Saint - Oyant, dans la forêt de Silvarouvre. Un prieuré de Saint - Claude y fut également restauré par Simon de Valois qui le donna au prieuré de Ste Germaine
Appelés par Simon de Valois, comte de Bar sur Aube,  les moines bénédictins s’installèrent au sein du Prieuré Saint Félix fondé en l’an 1076 avec l’accord de Reynard, 52e évêque de Langres, en faveur du monastère Saint-Oyend-de-Joux du Jura. Traditionnellement c’est au jeune comte de Valois, que l’on attribue l’initiative et le mérite de ce rayonnement, sa retraite dans le monastère jurassien s’étant accompagnée de nombreuses de donations.
```
          Acte féodal et religieux, le fondation du monastère St Félix précéda d’un an l’entrée en religion de Simon de Valois. Et l’an 1076, Thibaud (2)  avec l’agrément d’Adèle son épouse, et à la demande de son beau frère  Simon, confirmera à l’abbaye par une charte  non seulement les donations du comte de Crépy mais aussi celles faites par les autres membres de la famille :   « *
Moi, comte Thibaud, accédant à la demande du comte Simon, je confirme au bien heureux Oyend de Joux, la perpétuelle et tranquille possession de tout ce que le comte Nocher, le comte Raoul, le comte Simon ou les autres personnes de la même famille ont donné ou pourraient lui donner dans la terre de Bar sur Aube ; je me désiste de tout droit sur ces biens, ainsi que mon épouse et mes fils
 ».
```

(2)  Histoire de l'abbaye et de la terre de Saint-Claude, Paul Benoit · 1890,,

## Politique et administration
| Période                                  | Période       | Identité          | Étiquette | Qualité                       |
| ---------------------------------------- | ------------- | ----------------- | --------- | ----------------------------- |
| 1983                                     | décembre 2002 | Guy Maitrot       | FN        |                               |
| décembre 2002                            | mars 2008     | Dominique Maitrot | FN        | Apparentée au maire précédent |
| mars 2008                                | Mars 2014     | Yves Mehl         |           |                               |
| mars 2014                                | En cours      | Gérard Klein (d)  | UDI       |                               |
| Les données manquantes sont à compléter. |               |                   |           |                               |

## Démographie
L'évolution du nombre d'habitants est connue à travers les recensements de la population effectués dans la commune depuis 1793. Pour les communes de moins de 10 000 habitants, une enquête de recensement portant sur toute la population est réalisée tous les cinq ans, les populations de référence des années intermédiaires étant quant à elles estimées par interpolation ou extrapolation. Pour la commune, le premier recensement exhaustif entrant dans le cadre du nouveau dispositif a été réalisé en 2005.

En 2022, la commune comptait 33 habitants, en évolution de −13,16 % par rapport à 2016 (Haute-Marne : −4,62 %, France hors Mayotte : +2,11 %).
| 1793 | 1800 | 1806 | 1821 | 1831 | 1836 | 1841 | 1846 | 1851 |
| ---- | ---- | ---- | ---- | ---- | ---- | ---- | ---- | ---- |
| 339  | 347  | 367  | 350  | 390  | 393  | 390  | 399  | 414  |

| 1856 | 1861 | 1866 | 1872 | 1876 | 1881 | 1886 | 1891 | 1896 |
| ---- | ---- | ---- | ---- | ---- | ---- | ---- | ---- | ---- |
| 357  | 340  | 354  | 279  | 271  | 272  | 238  | 203  | 194  |

| 1901 | 1906 | 1911 | 1921 | 1926 | 1931 | 1936 | 1946 | 1954 |
| ---- | ---- | ---- | ---- | ---- | ---- | ---- | ---- | ---- |
| 177  | 200  | 146  | 146  | 147  | 139  | 126  | 116  | 128  |

| 1962 | 1968 | 1975 | 1982 | 1990 | 1999 | 2005 | 2006 | 2010 |
| ---- | ---- | ---- | ---- | ---- | ---- | ---- | ---- | ---- |
| 113  | 104  | 56   | 69   | 61   | 54   | 49   | 49   | 47   |

| 2015 | 2020 | 2022 | - | - | - | - | - | - |
| ---- | ---- | ---- | - | - | - | - | - | - |
| 38   | 34   | 33   | - | - | - | - | - | - |